# فرودگاه تیروپاتی
فرودگاه تیروپاتی  (به انگلیسی: Tirupati Airport) یک فرودگاه همگانی با کد یاتا TIR است که یک باند فرود آسفالت دارد و طول باند آن ۲۲۸۶ متر است. این فرودگاه در کشور هند قرار دارد و در ارتفاع ۱۰۷ متری از سطح دریا واقع شده‌است.

## شرکت‌های هواپیمایی و مقصدهای پروازی
| شرکت‌های هواپیمایی  | مقصدهای پروازی                |
| ------------------ | ----------------------------- |
| ایر ایندیا         | ایندیرا گاندی، راجیو گاندی    |
| ایر ایندیا رجیونال | ویجیاوادا، ویساکاپاتنام       |
| اسپایس‌جت           | راجیو گاندی، چاتراپاتی شیواجی |
| Trujet             | راجیو گاندی                   |